# Rok Petrovič
Rok Petrovič [rók pétrovič], , slovenski alpski smučar, * 5. februar 1966, Ljubljana, Slovenija, † 16. september 1993, Vela Luka, Hrvaška. 

## Življenje
Rok se je rodil mami Zdenki Steiner in očetu Krešimirju Petroviću. Roka je na smuči prva postavila mama, oče pa ga z železno taktirko vodil pri prvih zavojih. Leta 1977 je postal Rok prvi Slovenec, ki mu je uspelo zmagati na največjem otroškem tekmovanju za pokal Topolino – in to petkrat.

## Športna kariera
Rokov prvi uspeh je naslov mladinskega svetovnega prvaka v slalomu, ki si ga je prismučal leta 1983 v italijanskem Sestrieresu. Po tem uspehu hitro napreduje proti slalomskemu svetovnemu vrhu in »eksplodira« v sezoni 1985/86, ko s kar 5 zmagami ter še po enim drugim (avstrijski St. Anton) in tretjim mestom (norveški Geilo) več kot prepričljivo kot prvi Slovenec osvoji mali kristalni globus v slalomski razvrstitvi. Kmalu se izkaže, da je bila ta sezona vrhunec njegove smučarske kariere, na svoje najboljše čase spomni le še naslednjo sezono, ko v Kranjski Gori osvoji drugo mesto za Bojanom Križajem, zato leta 1988 postavi tekmovalne smuči (nekateri so nekoliko vihali nosove, ker je namesto na takrat »svetih« Elanovih smučal na Rossignolovih smučeh) v kot in se posveti študiju na ljubljanski Fakulteti za šport. Tam leta 1991 diplomira s temo kršitev človekovih svoboščin v športu. Jeseni 1993 bi moral magistrirati s temo diskretnega simulacijskega modeliranja biomehanskih struktur osnov alpskega smučanja, če ne bi tik pred zagovorom magistrske naloge utonil med potapljanjem na hrvaškem otoku Korčuli.
10. marca 2012 je bil ob Pokalu Vitranc premierno prikazan enourni dokumentarni film Od kamna do kristala, portret Roka Petroviča, v režiji Boža Grlja ter po scenariju Nuše Ekar in Boža Grlja. Leta 2015 je bil sprejet v Hram slovenskih športnih junakov.

### Zmage v svetovnem pokalu
Rok Petrovič je dosegel 5 zmag za svetovni pokal, vse v slalomu in vse v svoji šampionski sezoni 1985/86:
| Datum             | Prizorišče      | Država      |
| ----------------- | --------------- | ----------- |
| 1. december 1985  | Sestrieres      | Italija     |
| 22. december 1985 | Kranjska Gora   | Jugoslavija |
| 2. februar 1986   | Wengen          | Švica       |
| 25. februar 1986  | Hafjell         | Norveška    |
| 11. marec 1986    | Heavenly Valley | ZDA         |

### Skupna razvrstitev
| Sezona | Diciplina | #  |
| ------ | --------- | -- |
| 1986   | slalom    | 1. |

## Zanimivost
- V ostalih predelih nekdanje Jugoslavije včasih pišejo njegov priimek z mehkim ć, saj je njegov oče Krešimir, sicer priznani športni psiholog, hrvaškega rodu. V Cobissu, kjer so po navadi natančni glede takšnih podrobnosti, je priimek zapisan s trdim č, zaradi tega ga tako pišemo tudi tukaj.
- 9. oktobra 2015 je bila v Slovenskem mladinskem gledališču premierno izvedena predstava Rokova modrina v režiji Matjaža Pograjca, ki uprizarja življenje Roka Petroviča.